# John Franklyn Mars
John Franklyn Mars (* 15. Oktober 1935 in Arlington, Virginia) ist ein US-amerikanischer Unternehmer.

## Leben
Seine Eltern waren Forrest Mars, Sr. (1904–1999) und Audrey Mars. Seine Geschwister sind Forrest Mars, Jr. und Jacqueline Mars. Mars studierte an der Yale University. Nach dem Studium arbeitete er im Familienunternehmen Mars Incorporated. Mars ist seit 1958 mit Adrienne Bevis verheiratet und hat drei Kinder Linda Anne, Frank Edward und John Mars. Mit seiner Familie wohnte er in jungen Jahren in Arlington, einem Vorort von Washington, D.C., später zog er nach Jackson, Wyoming. Nach Angaben des US-amerikanischen Forbes Magazine gehört Mars zu den reichsten US-Amerikanern.

## Vermögen
John Franklyn Mars ist Multi-Milliardär. Gemäß der Forbes-Liste 2022 beträgt sein Vermögen ca. 31,7 Milliarden US-Dollar. Damit belegt John Franklyn Mars zusammen mit seiner Schwester Platz 41 auf der Forbes-Liste der reichsten Menschen der Welt.